# Unisport Football Club
O Unisport Football Club é um clube de futebol com sede em Bafang, Camarões. A equipe compete no Campeonato Camaronês de Futebol.

## História
O clube foi fundado em 1959.